# 醃

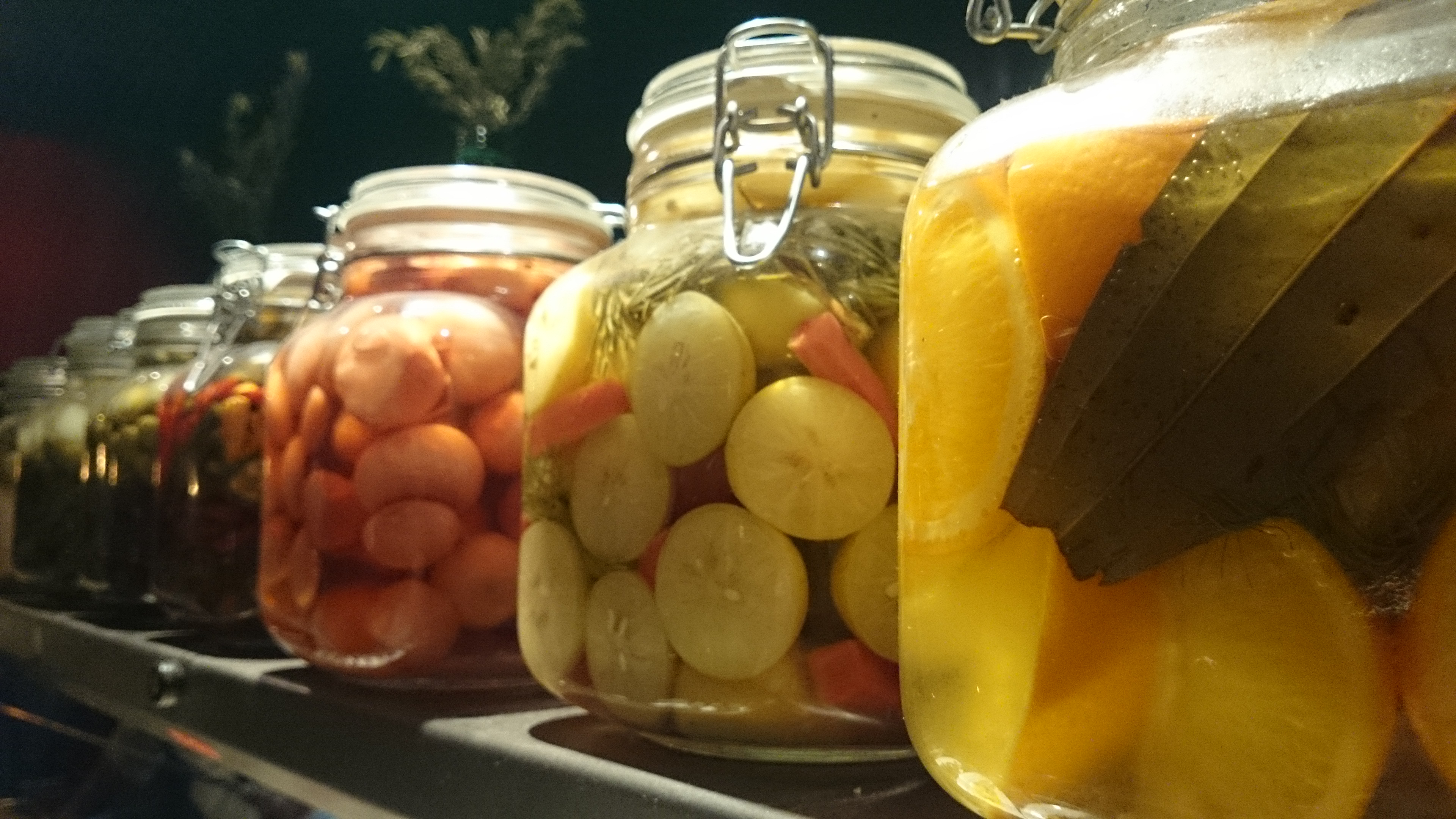
醃漬蔬菜

醃或作腌、醃漬，是一種在古代開始已經相當常見的食物烹調和保存方法，指利用糖、鹽、醋或其他調味料來保存肉類或蔬菜等食物，以延長他們的保用期。不但如此，這些食物在浸泡一段時間後，會有一種與原來食物不同的風味。在東亞，會用醋、酱油等來醃漬食物，如中国腌菜、日本漬物、韓國泡菜。在西方，主要应用糖、盐和醋。按照抗微生物的不同，腌制可分为酸性腌制（pickling）、脱水腌制（curing, brining）两种；这两种腌制的口味也显著不同。
要區分的是短時間的「腌泡」（marinate），這個做法则是一般在煮食前加入調味料，然後等一段時間才以烹調。但兩種腌渍法都可以使調味料的味道更能滲入食物中，有提升食物的味道的功能。

## 分类及原理

### 酸性腌制
酸腌是借助食品的酸性进行保存，一般以pH小于4.6为宜。这样的酸性足以阻止大部分细菌繁殖。这类腌制方法一般用于蔬菜和真菌类。产生酸性的方法有：
- 借助乳酸菌在盐水中发酵（对于含水量较大的蔬菜，直接加盐也可）。这类腌菜的代表是韓式泡菜、德式酸菜。在使用厌氧发酵时，不须完全灭菌，蔬菜上原有的乳酸菌就足以保存。[2]
- 用醋（西方常用白醋）浸泡。这类腌菜制作简单，和腌泡的区别主要在于pH。
- 使用乳酸调制。这类工艺常见于量产的中国腌菜，乳酸相比醋酸可以更好地模仿发酵的风味。

酸腌制品一般可保留几个月。有时还会加入抗微生物的香辛料辅助保存，常见的有芥菜籽、蒜、桂皮、丁子香。

### 脱水腌制
脱水腌制的目的是将微生物的水分借助高渗透压抽干。其中食品表面干燥的称盐腌（curing），表面湿润的称盐水腌（brining）。无论是哪种腌制，一般食物只要有20％含量食鹽就可殺死大部份細菌。而在食鹽短缺的地方，由於煙燻食物可以減低保存食物所需的鹽份，所以煙燻食物在內陸地區十分普遍。

### 其他腌制
非保存性腌制
一些“腌制品”缺乏以上两种对抗微生物的保存能力，需要经过罐头类的灭菌工艺才能做到脱离冷藏室保存。代表如淺漬。
混合腌制
一些腌制品同时使用以上两种方法对抗微生物。例如瑞典盐腌鲱鱼就是用盐阻止一般细菌（包括乳酸菌）成长，但又借助特殊的耐盐细菌发酵。广东的霉香咸鱼则是先发酵再加盐。

## 健康

### 发酵酸腌
亚洲式酸性腌制可能和食道癌的发病率有关。可能的原理有真菌污染产毒、蔬菜内含亚硝酸盐被发酵转化为亚硝胺等。河南林州市（原林县）比饮食习惯相似的周围地区食道癌发病率高出几倍，经检测发现当地泡菜有高浓度的真菌滋生，产生了致癌物甲基陆森红盐。
由于真菌会导致腐败、产生毒素，食品工业一直对抑制真菌的手段有兴趣。一些腌菜中似乎会自然由乳酸菌产生抗真菌物质。亚硝酸盐的含量可以借助低pH（酸性）或高温降低。将牛肝菌或其中提取的亚硝酸酶加入一同腌制也可以降低含量。

### 盐腌
在北非、華南及北極的本土飲食，鹽醃的魚和肉都很常見，而這些地方都不約而同有很高的鼻咽癌病發率。在香港，醫生經常透過傳媒勸籲不要吃過量的鹹魚，但由於鹹魚是華南不少美食的重要材料，有關呼籲一般只對年輕人有效。

## 防腐

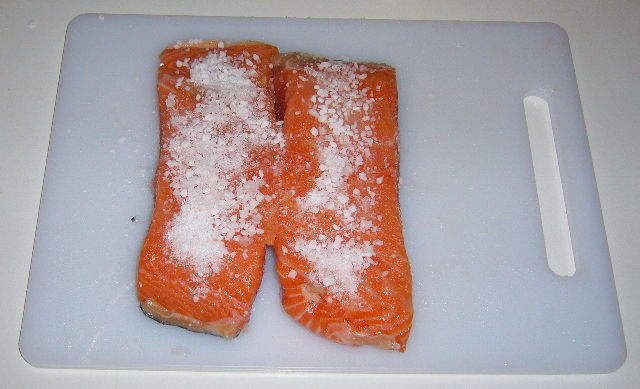
製作醃漬鮭魚的過程中會使用食鹽和白糖

除了採用天然的食鹽、白糖或蜂蜜來保持食物以外，化學品亦可以達到防腐效果。硝酸鹽及亞硝酸鹽都是常見的食物防腐劑，不但可以殺菌，還會令肉食的顏色變成粉紅或紅色，使賣相更好。常見的化學防腐劑包括硝酸鈉（NaNO3）及亞硝酸鈉（NaNO2）。不過，由於最近二十年內的研究發現亞硝酸鹽可能致癌，一些注重健康的人在選擇罐頭食品時，都會避免購買含有亞硝酸鹽的罐頭。
除了硝酸鹽及亞硝酸鹽，過去亦有人採用二氧化硫（SO2）來殺菌。但因為二氧化硫會對有氣管問題的人造成刺激，現時已很少用於食品加工之上。
大自然亦有自己的天然防腐劑。山梨糖醇是一種普遍存在於水果的化學物質，是一種天然防腐劑之外，也是很好的味精，可以帶出食物的鮮味。韓國宮廷飲食就有採用水梨汁來增進食物味道的記載。

## 參看
- 胃癌
- 食物保存
- 煙燻
  - 煙燻食物
- 油炸
  - 油炸食物